# 2005 Hencke
Hencke (asteroide 2005, com designação provisória 1973 RA) é um asteroide da cintura principal, a 2,185535 UA. Possui uma excentricidade de 0,166497 e um período orbital de 1 550,83 dias (4,25 anos).
2005 Hencke tem uma velocidade orbital média de 18,39363007 km/s e uma inclinação de 12,21098º.
Este asteroide foi descoberto em 2 de Setembro de 1973 por Paul Wild.
O seu nome é uma homenagem ao astrônomo alemão Karl Ludwig Hencke.